# Marmion Marine Park

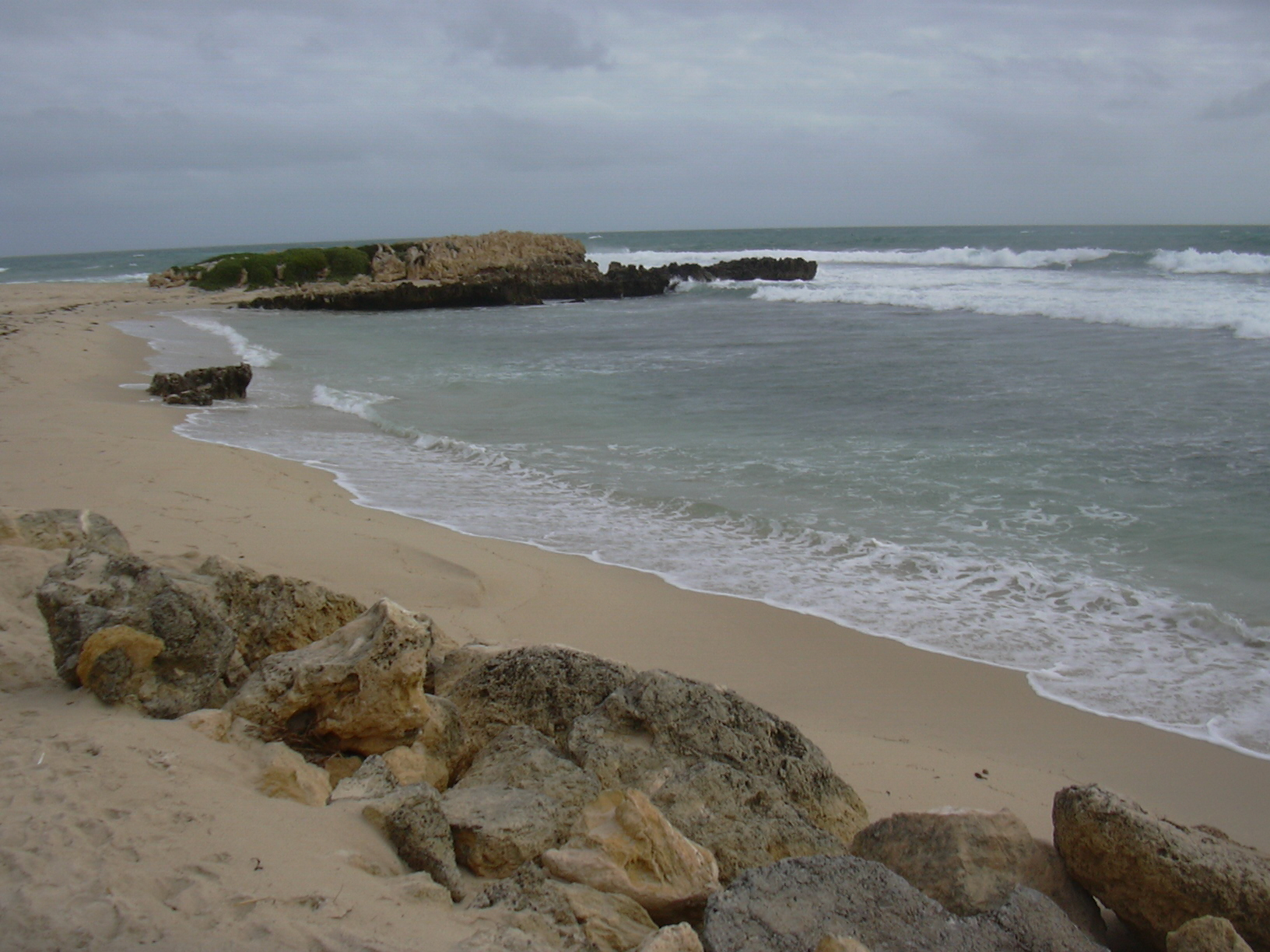
Trigg Beach bei stürmischem Wetter

Der Marmion Marine Park ist ein Meeres-Naturschutzgebiet an der Westküste von Western Australia in Australien, das sich nördlich der Vorstädte von Perth als Teil des westaustralischen Sunset Coast erstreckt. Dieses Meeres-Naturschutzgebiet war das erste in Western Australia, das von diesem Staat im Mai 1987 ausgewiesen wurde.
Der Marmion Marina Park bedeckt eine Fläche von 10,500 km² und reicht von Trigg Island im Süden bis zum Burns Beach von Perth. Es befinden sich dort insgesamt sechs öffentliche Strände. In dem 1,8 km breiten und etwa 6 km langen Schutzgebiet, das sich innerhalb der Drei-Meilenzone befindet, liegen Kalkstein-Riffe entlang der Küstenlinie, an denen sich zahlreiche tropische Fische aufhalten. Fischen und Sammeln von Meerestieren, sowohl für den kommerziellen als auch für den privaten Verbrauch ist in drei Schutzzonen nicht erlaubt.
In den Wassern vor der Küste halten sich Australische Seelöwen und der Große Tümmler auf. Buckelwale ziehen im Mai jeden Jahres durch dieses Gewässer Richtung Norden und im September und November wieder zurück.

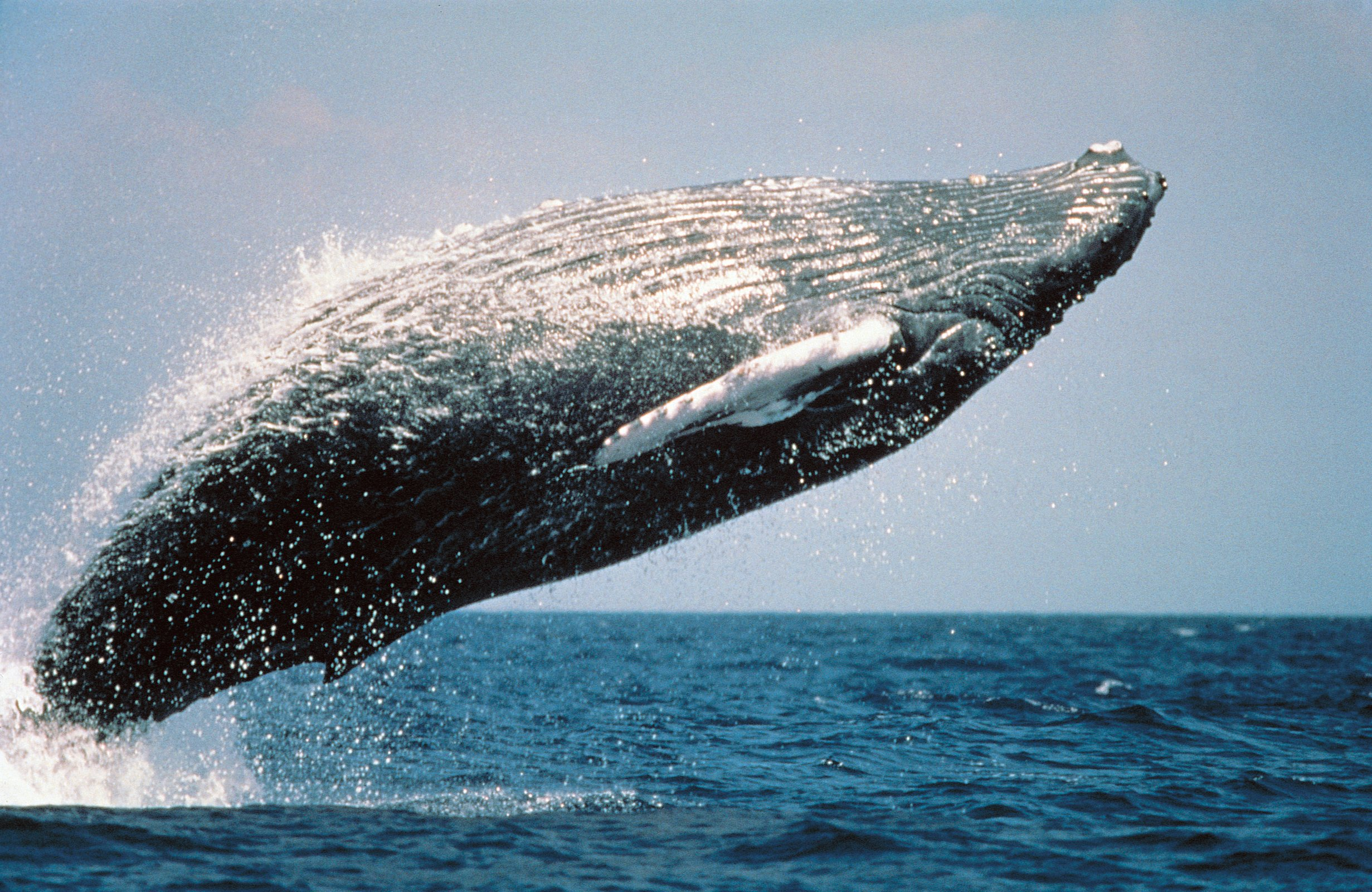
Buckelwal
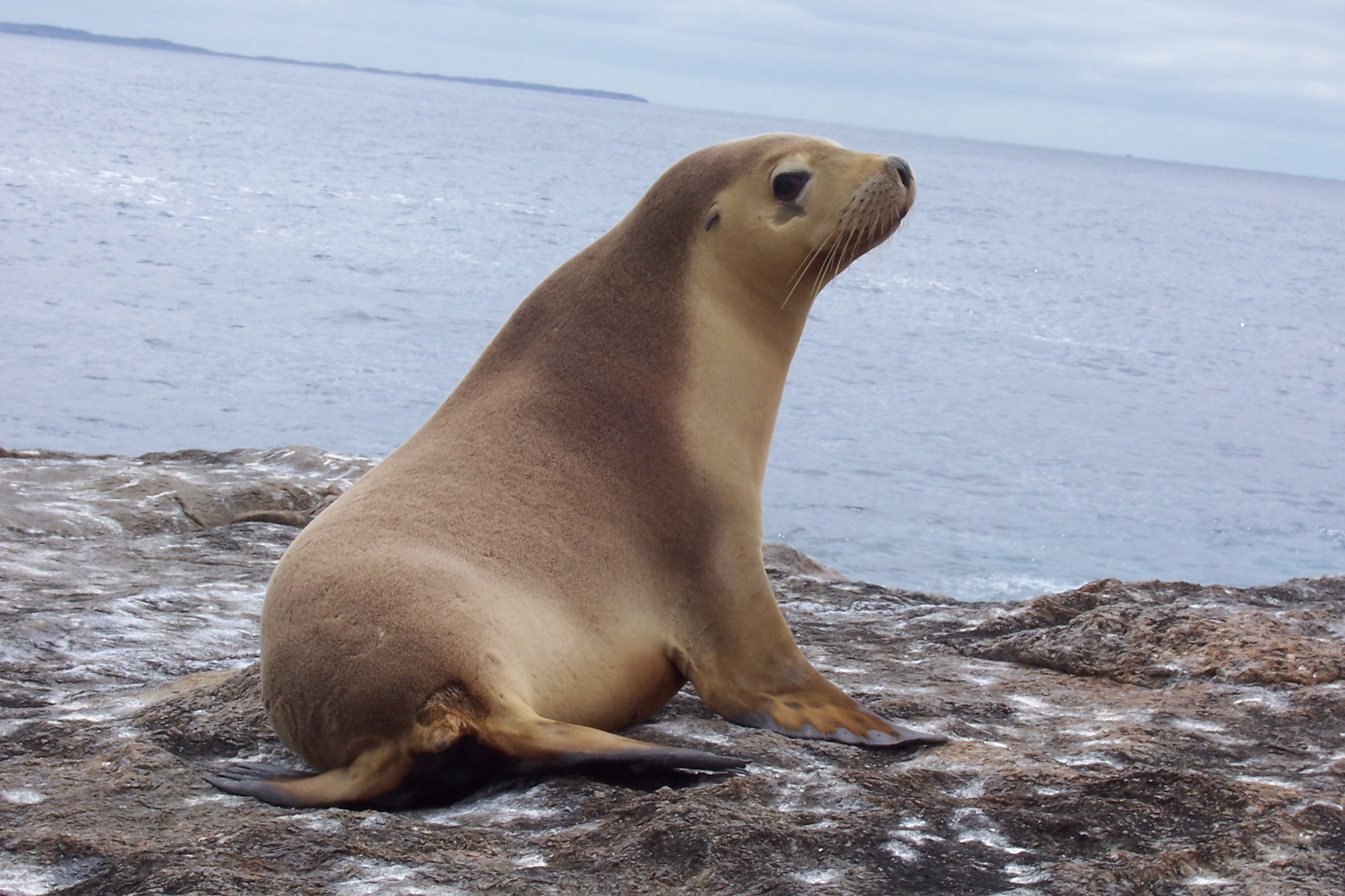
Australischer Seelöwe
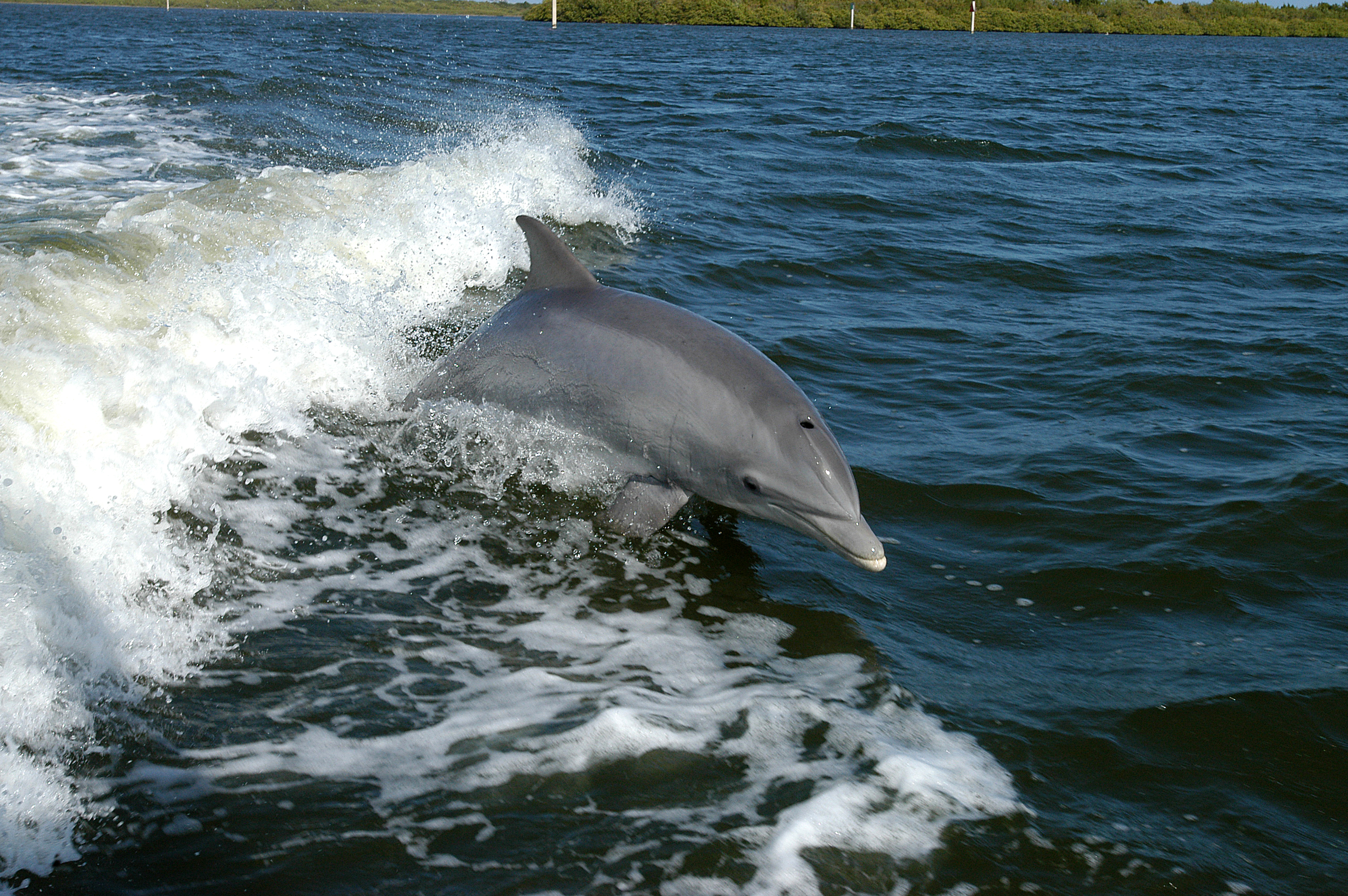
Großer Tümmler

Im Meeresschutzgebiet gibt es nur eine Insel, Little Island, die ein Ruheplatz für die Seevögel und die Seelöwen ist. 
Das in dem Meerespark liegende Boyinaboat Reef nahe dem Hillary Boat Habour zieht Taucher und Schnorchler an.